# Гранд-тур (цикл романів)
Гранд-тур (англ. Grand Tour) — науково-фантастичний цикл романів американського письменника Бена Бова, в яких йдеться про дослідження та колонізації людьми Сонячної системи. Складається з 27 романів. Більшість книг присвячено дослідженню однієї конкретної планети або планетарного Місяця.

## Сюжет
Події відбуваються у XXI ст. Людство розділене між «зеленими» (екологами) і багатими промисловцями, а також між світськими діячами, науковцями та релігійними фундаменталістами. Конфлікти між ними, як правило, представлені як частина фону на початку кожного з романів. Крім того, у кількох роман йдеться про конфлікти між багатими промисловцями та дрібними незалежними фірмами, які прагнуть експлуатувати величезні невикористані мінеральні багатства Сонячної системи.
Головною темою значної частини романів («Марс», «Життя на Марсі», «Юпітер», «Венера», «Меркурій», «Сатурн», «Титан» та «Левіафани Юпітера») є пошук життя на інших планетах Сонячної системи.

## Структура
У циклі романів «Гранд-тур» є підцикли: «Сага про місячну базу» (складається з романів «Схід Місяця», «Місячна війна»), «Астероїдна війна» (романи — «Прірва», «Скальні щури», «Тиха війна», «Наслідки»), «Зоряні пригоди» («Нова Земля», «Хвиля смерті», «Мавпи і янголи», «Виживання») і «Трилогія зовнішніх планет» («Земля», «Уран», «Нептун»). Роман «Повернення» з'єднує цикли Бен Бови — «Вояджери» і «Гранд-тур».
Окремою серією цього циклу є «Оповідки Гранд-туру», що вийшли 2004 року єдиною збіркою, хоча деякі розповіді написано ще у 1967 році. Хронологічно слідує за романом «Земля». Також під час видання долучають сюди серії «Сем Ганн Необмежений» (2007) і «Сем Ганн назавжди» (1998), що пов'язані героями з «Оповідками Гранд-туру».
Останнім став роман «Нептун» у 2021 році, що вийшов вже після смерті автора.

## Романи за офіційною хронологією
- «Пауерсет» (дата видання — 2005 рік). Генеральний директор Ден Рендольф «Астро Корпорейшн» намагається забезпечити світ великою кількістю дешевої енергії, створивши систему «Пауерсетс». Йому на заваді стають політики та нафтові компанії, а також тіньова терористична група. При цьому закохується в Джейн Торнтон, яка є дружиною політика Моргана Сканвелла.
- «Марс» (1992). Геолог Джеймі Вотерман з подивом виявив, що вирушить у першу місію на Марс. Маючи обмежені запаси, 6 чоловіків і жінок вирушили досліджувати вершину гори Олімп і дно Валлес-Марінеріс. Наприкінці Вотермен робить одне з найбільших відкриттів у Сонячній системі.
- «Схід Місяця» (1996). Старий форпост Місячна база підтримується корпорацією «Мастерсон», проти чого виступає більшість членів правління, вважаючи це марнуванням грошей. Пол Ставенджер, колишній астронавт, новий чоловік Джоанни Мастерсон і генеральний директор корпорації, мріє створити стійку колонію на Місяці. Проти нього починають інтригувати члени правління та родичі дружини.
- «Повернення на Марс» (1999). Джеймі Вотерман (з роману «Марс») повертається на планету. Ця експедиція фінансується мільярдером Дексом Трамболом та його батьком, у яких є власна програма. Замість того, щоб займатися науковими відкриттями, вони хочуть перетворити Марс на атракціон для космічних туристів. Під час пригод головні герої — Вотерман та Трамбол борються за прихильність однієї жінки — учасниці експедиції.
- «Місячна війна» (1998). Група фанатиків відома як «Нова мораль» разом зі своїми сестринськими організаціями «Святі учні» та «Меч ісламу». Вони виступають проти всього, що пов'язано з нанотехнологіями, які вони називають «діями диявола». Поступово вони набрали силу скрізь на землі, внаслідок чого уряди заборонять такі технології. «Місячна база» залишалася єдиним місцем, де вони ще збереглися. Низка вчених вважає, що саме ці нанотехнології потенційно здатні врятувати всю Землю. ООН починає посилати війська для знищення бази. У відповідь генеральний директор Дуглас Ставенджер оголошує незалежність і розпочинає війну.
- «Корсари» (1985). Дія цієї книги відбувається між 2044 і 2048 роками. Все ще існує Радянський Союз. Джейн Торнтон (з роману «Пауерсет») стала 52-м президентом США. Розповідається про космічних піратів.
- «Будівельники імперії» (1993). Молодий промисловець Ден Рендольф (з роману «Пауерсет») все ще прагне використовувати мінеральні багатства поясу астероїдів і досліджувати Сонячну систему. Водночас його співробітники роблять відкриття, згідно з яким парниковий ефект на Землі матиме більш раптовий і катастрофічний характер, ніж хтось очікував. Через кілька десятиліть клімат впаде на «скелю», після чого екосистема зазнає масових, катастрофічних змін, у тому числі жахливих прибережних повеней. Рендольф вважає, що єдиний спосіб запобігти цьому — перемістити всю промисловість у космос, усунувши з Землі шкідливий вплив виробництва та виробництва електроенергії. Глобальна економічна рада має власне рішення проблеми, яке не збігається з планом Рендольфа.
- «Прірва» (2001). Мільярдер Мартін Гамфріс пропонує Дену Рендольфу термоядерний космічний двигун. Але його компанія «Астро Корпорейшн» на межі банкрутства. Тому зібравши усі фінанси починає втілювати план з видобутку корисних копалень на астероїдах. Разом з тим стає все більш явною катастрофа, що насувається (події почалися в романі «Будівельники імперії»). Справа йде вже про існування людства на Землі.
- «Зворотній бік» (2013). Низка урядів і компаній вирішує розташувати обсерваторії на зворотньому боці Місяця, що є ідеальним місцем . Телескопи на Землі виявили планету розміром із Землю, яка обертається навколо зірки, віддаленої приблизно в 30 світлових років. Тепер триває гонка, щоб отримати фотографії цього далекого світу, фотографії та спектри, які покажуть, чи справді планета схожа на Землю, і чи є на ній життя. Деякі люди, однак, вважають за краще, щоб обсерваторія не отримувала зображення.
- «Скельні щури» (2002). Мартін Гамфріс (з роману «Прірва») планує завершити підкорення Пояса астероїдів, де багато води та металевих руд. Його суперниками в цьому є Панчо Лейн, новий член ради «Астро Корпорейшн» та Ларс Фукс, незалежний шахтар, який мріє побудувати космічне середовище проживання на орбіті над Церерою. Конкуренція перетворюється у боротьбу на смерть.
- «Юпітер» (2001). Подія відбувається щонайменше через 20 років після подій «Скельних щурів». Астрофізик Грант Арчер мріє вивчати чорні діри та пульсари, сподіваючись розкрити таємниці Всесвіту. Разом з тим він є віруючою людиною, членом організації «Нова Мораль». Остання хоче відправити Гранта на станцію «Золото» на Юпітері, де Міжнародне астрономічне товариство видобуває паливо для термоядерної енергії. Грант не має бажання їхати туди, оскільки там немає місця для досліджень, але він не в змозі відмовити. Тут виявляється, що вчені станції знайшли нові живі види, що живуть у рідкому океані, глибоко під хмарами Юпітера. Інформацію про це намагається знищити «Нова мораль», але Грант, що за товаришував з членами станції перешкоджає таким задумам.
- «Сатурн» (2002). Космічний корабель-місто (більше 10 тис. осіб) «Годдард» запускають із Землі у 2-річну подорож до Сатурна. Більшість присутніх є вигнанцями з Землі внаслідок тиску релігійних фанатиків. По міру того, як «Годдард» просувається вглиб космосу деякі починають будувати плани нового суспільства, відбувається поступовий поділ людей. Однак більшість не усвідомлює, що всі вони є частиною експерименту.
- «Тиха війна» (2004). Події відбуваються через 10 років після роману «Скеляні щури». Битва за пояс астероїдів триває, в центрі якої опиняється Ларс Фукс. Однак ситуація стає ще більш небезпечною, оскільки потужна корпорація «Ямагата» прагне послабити усіх суперників й захопити пояс астероїдів.
- «Титан» (2006) Космічний корабель-місто «Годдард» прибув на орбіту навколо Сатурна, починається дослідження місяця Титан. У той же час науковець Надя Вундерлі прагне довести, що в кільцях Сатурна живуть форми життя. Водночас все більш напруженими стають відносини між різними групами колоністів.
- «Наслідки» (2007). На космічний корабель «Сіракузи» біля Церери здійснено напад. Віктор Кризаліс відокремлює командний модуль від решти корабля, щоб відвести нападників; але не залишає своїй сім'ї можливості повернутися додому, оскільки вони дрейфують на орбітальній подорожі. Проходить 5 років. Дорн та Ельверда Кризаліс подорожують Поясом астероїдів у пошуках тіл мертвих, які загинули у Астероїдних війнах. Мартін Гамфріс прагне знищити їх обох, доручає це Као Юаню, капітану космічного корабля «Вікінг». Проте колишня коханка Гамфріса, Тамара, що перебуває на «Вікінгу» починає будувати власні плани. Зрештою, доля об'єднує всіх цих людей, щоб відновити людство та встановити справедливість.
- «Життя на Марсі» (2008). Джеймі Вотермен вже директор програми «Марс». Разом зі своєю дружиною Віджай та Дексом Трамболом, директором ради, є відповідальним за фінансування Марса. Смерть його сина повертає Вотермена з дружиною на Землю. З роками «Нова мораль» досягла повного впливу на уряд США. Вона обмежує та цензурує все, що є для них є загрозою. Однією з їх найбільших занепокоєнь є програма «Марс», яка забирає гроші з проектів, які повинні на думку «Нової моралі» йти на їх утопічні програми. Відбувається зменшення фінансування програми. Вотермен і Трамбол шукають рішення, яке б дозволило поновити дослідження «Марса», проте обидва мають різні погляди. Вотермен хоче зберегти марсіанське життя та культуру, а Трамбол готовий відкрити Марс для багатих туристів. Невдовзі було знайдено марсіанське село та реліквії, а також те, що могло б бути кладовищем, де зберігаються залишки старовинної, розумної марсіанської раси. Вотермен намагається знайти баланс, оскільки час і гроші починають закінчуватися; але відповідь знаходить у своїх снах.
- «Венера» (2000). Ван Гамфрі, молодший син Мартіна Гамфріса має конфлікт з батьком, оскільки той вважає Вана слабким. Останнього підтримує старший брат Алекс. Втім Алекс Гамфрі гине під час першої місії на Венеру. Через 3 роки Мартін Гамфріс пропонує винагороду в 10 млрд доларів тому, хто зможе повернути тіло його старшого сина додому з поверхні Венери. Ван прагне довести, що батько бачить помиляється щодо нього. При цьому бажає повернути тіло свого улюбленого брата і заробити чималі гроші. За винагородою полює також Ларс Фукс, давній ворог Мартіна Гамфрі. На космічний корабель Вана нападають бактерії, що мешкають у хмарах Венери. Більшість екіпажу гине, але Вана рятує Ларс Фукс. Згодом виявляється, що Ларс є справжнім батьком Вана. Разом вони придушують заколот на кораблі. В подальшому виявлено, що на поверхні Венері існує форма життя на основі сірки. Рештки Алекса знайдено.
- «Меркурій» (2005). Засновник корпорації «Ямагата» Сайто Ямагата мріє перетворити планету Меркурій на стартову точку для місій у глибокий космос. Були виявлені докази того, що життя може існувати на Меркурії, яка вважалася абсолютно непридатною для цього.
- «Левіафани Юпітера» (2011). Грант Арчер (з роману «Юпітер») тепер є директором станції «Золото». 20 років тому він спустився в моря Юпітера і зустрів значні форми життя розміром з місто, відомі як Левіафани. Тепер Грант хоче довести те, що він давно підозрював — ці створіння розумні. Цьому намагається завадити Міжнародне астрономічне товариство.
- «Повернення» (2009). Події відбуваються через кілька років після роману «Титан». Кіт Стоунер разом зі своєю дружиною та дітьми повертається на Землю. На той час планета переживає екологічну катастрофу, значну частину вкрили повені, населення виходить з-під контролю релігійних фундаменталістів. Зусилля Стоунера врятувати Землю переплітаються з життям Рауля Тавалери.
- «Нова Земля» (2013). Світ схвильований відкриттям планети, схожої на Землю, на якій удосконалені зображення показують океани рідкої води та дихаючу, насичену киснем атмосферу. Команда дослідників на чолі із Джорданом Келлом вирушає досліджувати планету, яку тепер називають Новою Землею, але ті, хто перебуває на кораблі, знають, що їхня подорож триватиме 80 років в один бік, а це означає, що всі друзі та родина помруть, перш ніж вони зможуть повернутися.
- «Хвиля смерті» (2014). Події відбуваються через 80 років після роману «Нова Земля». Джордан Келл виявив руїни стародавньої інопланетної цивілізації. Але знаходиться інопланетний штучний інтелект «Попередник» вижив, який повідомив, що вибух у чорній дірі в центрі галактики Чумацький Шлях створив хвилю смертельної радіації, яка рухається до Землі зі швидкістю світла. Якщо людська раса не діятиме, щоб врятувати себе, усе живе на Землі буде знищено. «Попередники» хочуть укласти угоду з людством. Вони дадуть нам технологію, щоб пережити хвилю смерті, якщо ми погодимося поширити цю технологію на інші розумні види, які також знаходяться під загрозою. Коли Келл і його команда повертаються на Землю через багато років після їхнього від'їзду, вони виявляють, що їхній світ змінився майже до невпізнання. Глобальне потепління спричинило підвищення рівня моря, суспільство також змінилося внаслідок зміни клімату. Мало хто хоче познайомитися з повідомленням Джордана Келла, якому доведеться переконати Світову раду Землі, що людська раса знаходиться під загрозою зникнення, якщо вона не попередить хвилю смерті, що виходить із серця галактики. Проти цього виступає голова ради Аніта Халлек, що бажає й надати контролювати усі поселення в Сонячній системі.
- «Мавпи та янголи» (2016). Події відбуваються через декілька років після роману «Хвиля смерті». Керуючись стародавніми розумними машинами «Попередниками» людство Землі шукають світи, в яких живуть розумні види, налаштовані врятувати їх від загибелі, яка мчить на них. Екіпаж космічного корабля «Одіссей» прибув до Міри Гамми, третьої планети зірки Міра В. Тут їм також доводиться боротися за своє життя.
- «Виживання» (2017). Продовження романів «Хвиля смерті» і «Мавпи та янголи». Одна з експедиції землян корабля «Безстрашний» зустрічає цивілізацію, набагато вищу від земної — цивілізацію машинного інтелекту. Ці розумні, розумні машини існували пережили попередні «хвилі смерті». Вони повністю самодостатні, повністю впевнені, що хвиля смерті не може зашкодити їм, і абсолютно не зацікавлені в допомозі врятувати інші цивілізації. Але тепер, коли люди виявили їх, вони відмовляються дозволити їм залишити свою планету, міркуючи, що інші люди неминуче підуть за ними, якщо дізнаються про їхнє існування. Людям вигадують спосіб залишити планету та повідомити про шляхи порятунку Землі.
- «Земля» (2019). Людство захистило Землю від «хвилі смерті» за допомогою позаземної технології. Люди поширилися і колонізували всі світи Сонячної системи. Технологія «Попередників» перетворила Землю на рай, принаймні на поверхні. Але політика вигнання незадоволених молодих людей на зовнішні планети та астероїдні шахти призвела до глибокого розриву між новими світами та рідним світом, і ця напруженість переростає у відкриту війну.
- «Уран» (2020). Люди колонізувати супутники Урана. Також утворили коло з кораблів-поселень навколо цієї планети. Кайл Амбер, релігійний ідеаліст, побудував космічне поселення на орбіті Урана, яке назвав «Гавань» Він запрошує бідняків Землі до себе, де ті можуть знайти духовний спокій і притулок від світу. Але мільярдер Еван Ваксман, що спонсорував побудову «Гавані» має свої плани як центр наркоторгівлі, проституції та работоргівлі. Вчений Томас Гомес, що досліджує Уран, натрапляє на повію Рейвен Марчезі, що втекла з «Гавані». привозять журналістів до «Гавані», де має відкритися правда.
- «Нептун» (2021). Три роки тому батько Ілони Магир, угорський барон Міклош, зник, досліджуючи моря Нептуна. Усі вважають, що він мертвий — розчавлений, заморожений або зварений живцем у бурхливих морях Нептуна. Втім Ілона вмовляє космічного дослідника Дерека Гумболта і вченого-планетолога Яна Мейтнера розпочати рятувальну експедицію. Її плани безповоротно змінюються, коли вона та її команда виявляють уламки інопланетного корабля глибоко в океані Нептуна. Разом з тим людям загрожують форми життя, що вважають Ілону та її супутників їстівними. Це відкриття, яке змінює уявлення людства про своє минуле і майбутнє.

## Оповіді Гранд-туру
- «Вступ» (2003)
- «Сем і летючий голландець» (2003)
- «Вбивця монстрів» (2003)
- «П'ятнадцять миль» (1967)
- «Мужество» (1992)
- «Червоне небо вранці» (1999)
- «Оранжерея» (2000)
- «Стрибки у висоту» (2000)
- «Смерть на Венері» (2000)
- «Людина, яка ненавиділа гравітацію» (1989)
- «Призначення на Синаї» (1996)
- «Гробар» (1992)
- «Левіафан» (2003)
- «Післямова: дороги попереду» (2003)

## Критика
Більшість розглядає романи циклу як талановите поєднання правдоподібної науки зі складною художньою літературою. При цьому в усіх творах зберігається захоплюючи сюжет, боротьба характерів. Головні герої більшості книг спочатку представлені як слабкі або такі, що позбавлені здібностей чи впевненості, які внаслідок боротьби за виживання або під час випробувань людських можливостей стають звитяжними й гідними людьми.
Сюжетні лінії двох останніх романів циклу є більш шаблонними і дещо повторюються з першими.

## Нагороди
- Меморіальна премія імені Джона Кемпбелла за роман «Титан» 2006 року